# Artem Čeljadin
Artem Hennadijovyč Čeljadin (in ucraino Артем Геннадійович Челядін?; Novohrad-Volyns'kyj, 29 dicembre 1999) è un calciatore ucraino, centrocampista del Vorskla.

## Caratteristiche tecniche
È un centrocampista difensivo.

## Carriera
Cresciuto nel settore giovanile dello Skala 1911 Stryj, debutta in prima squadra il 18 marzo 2017 in occasione dell'incontro di Perša Liha perso 2-1 contro il Čerkas'kyj Dnipro; nel 2018 viene acquistato a titolo definitivo dal Vorskla che lo aggrega inizialmente al proprio settore giovanile.
Debutta in Prem"jer-liha il 28 luglio 2019 giocando l'incontro contro lo Zorja.

## Statistiche
Statistiche aggiornate al 20 marzo 2021.

### Presenze e reti nei club
| Stagione        | Squadra          | Campionato      | Campionato | Campionato | Coppe nazionali | Coppe nazionali | Coppe nazionali | Coppe continentali | Coppe continentali | Coppe continentali | Altre coppe | Altre coppe | Altre coppe | Totale | Totale | Totale |
| Stagione        | Squadra          | Comp            | Pres       | Reti       | Comp            | Pres            | Reti            | Comp               | Pres               | Reti               | Comp        | Pres        | Reti        | Pres   | Reti   |        |
| --------------- | ---------------- | --------------- | ---------- | ---------- | --------------- | --------------- | --------------- | ------------------ | ------------------ | ------------------ | ----------- | ----------- | ----------- | ------ | ------ | ------ |
| 2016-2017       | Skala 1911 Stryj | 1L              | 13         | 0          | CU              | 0               | 0               |                    | -                  | -                  |             | -           | -           | 13     | 0      |        |
| 2019-2020       | Vorskla          | PL              | 7          | 1          | CU              | 0               | 0               |                    | -                  | -                  |             | -           | -           | 7      | 1      |        |
| 2020-2021       | Vorskla          | PL              | 18         | 0          | CU              | 2               | 0               |                    | -                  | -                  |             | -           | -           | 20     | 0      |        |
| Totale carriera | Totale carriera  | Totale carriera | 38         | 1          |                 | 2               | 0               |                    | -                  | -                  |             | -           | -           | 40     | 1      |        |